# Proza
Proza je književna vrsta koja predstavlja pisanje u obliku punih rečenica smještenih u odjeljke (paragrafe). Prozni način pisanja ima široku primjenu; može se primijeniti za pisanje knjiga, enciklopedija, životopisa, novina i drugih oblika komunikacije. Može biti usmena i pisana, a njome se služe i znanstvenici. Dijeli se na jednostavne epske oblike (npr. basna) i složene epske oblike (npr. roman), zatim na diskurzivne književne oblike (npr. putopis) i na ostalu prozu. 